# 可兒春琳
可兒 春琳（可児 春琳、かに しゅんりん、弘化3年12月14日（1847年1月30日） - 大正9年（1920年）7月25日）は、幕末の大垣藩士、廃藩置県後は陸軍軍人。日清戦争、日露戦争で数々の武功をあげ、陸軍少将となった。

## 生涯
大垣藩士可兒幾平の長子として大垣田町に生まれる。幼名は幾太郎。後に惇藏、明治5年（1872年）には春琳と改めた。
幼き頃より学問に秀でており、文久3年（1863年）より家老付壮士となる。元治元年（1864年）の禁門の変では、深草で長州軍を破り初陣を飾った。
慶応3年2月（1867年3月）より、京都の衣棚にある赤松小三郎の英国兵学塾に入塾する。可兒は塾に寄宿し、当時英国式兵学の第一人者であった赤松の傍らでその薫陶を受けた。赤松が同年9月3日（9月30日）、門人の薩摩藩士中村半次郎に暗殺されると、かねて薩摩藩士が自分たちを探索しているのを感じ取っていた可兒は、「若し薩摩藩士襲来せば結束して応酬、一戦すべし」と身構えたという。身の危険を感じた可兒は、京都を脱して大垣に帰国。藩校で洋学及び新式砲術を教授した後、藩命によって大坂城守備の任に就く。鳥羽・伏見の戦いが勃発すると幕府方として勇戦するも、敗北。大垣藩が新政府軍に就くと、謹慎処分を受けた後、北越戦争に参加。長岡の激戦で武功をあげ、戦後150石を賜った。
廃藩置県後は、陸軍軍人。日清戦争では大隊長として出征。1895年（明治28年）8月1日、歩兵中佐に昇進し、後備歩兵第29連隊長に就任。戦功によって勲四等旭日小綬章を賜った。1896年（明治29年）5月21日、仙台連隊区司令官に就任し、1897年（明治30年）9月22日、歩兵第5連隊長に転じた。1900年（明治33年）10月31日に歩兵大佐に昇進。
日露戦争が勃発すると、第一軍の後備歩兵13旅団後備歩兵第29連隊の連隊長として出征。沙河会戦では蓮花山の夜襲攻撃を行いこれを占領。奉天会戦では、歩兵第4連隊と共に紅土嶺に籠るロシア軍の攻撃を行い、正確な砲撃により攻略に成功した。さらに進んで高台嶺のロシア軍攻撃に参加。高台嶺では、ロシア軍の猛反撃を受け、可兒連隊も隊員の3分の2を失うという凄惨な戦いとなったが、遂にこれを攻略。可兒本人も、敵弾が鼻から右頬に貫通するという重傷を負ったが、一か月入院した後に復隊した。
第一軍司令官黒木為楨から二度に渡って感状を受けた。1905年（明治38年）11月30日、陸軍少将に昇進し、同年12月27日、予備役に編入された。
2020年（令和2年）、岐阜県大垣市の徳秀寺に改葬され納骨。出土したサーベルは奉納され、等身の墓碑が移築される。

## 栄典
- 1906年（明治39年）4月1日 - 功三級金鵄勲章、旭日中綬章、明治三十七八年従軍記章[6]